# Nunataki Gurevicha
Nunataki Gurevicha är en nunatak i Antarktis. Den ligger i Östantarktis. Norge gör anspråk på området. Toppen på Nunataki Gurevicha är 1 603 meter över havet.
Terrängen runt Nunataki Gurevicha är platt åt sydost, men åt nordväst är den kuperad. Trakten är obefolkad. Det finns inga samhällen i närheten.